# دانشگاه علوم و فنون فارابی
دانشگاه علوم و فنون فارابی وابسته سازمان حفاظت اطلاعات ارتش جمهوری اسلامی ایران است.
سازمان حفاظت اطلاعات ارتش جمهوری اسلامی ایران سازمانی است با سلسله مراتب مستقل و متمرکز که با هماهنگی وزارت اطلاعات مأموریت پیشگیری، کشف، شناسائی و خنثی کردن فعالیت‌های براندازی، جاسوسی، خرابکاری، موارد ایجاد نارضایتی، نفوذ جریانات سیاسی و ایجاد اختلال در انجام مأموریت به منظور حفظ و صیانت ارتش و وزارت دفاع و سازمان‌های وابسته به آنها از طریق حفاظت پرسنل، اطلاعات، اسناد، مدارک، اماکن، تأسیسات، وسایل و تجهیزات و امنیت ارتباطات با رعایت اصل ۱۵۶ قانون اساسی دارد. هادی الماسیان از کشته شدگان مراسم رژه ۱۳۹۷/۶/۳۱ اهواز از افسران این سازمان بود
این سازمان پیش از این «ادارهٔ حفاظت اطلاعات ارتش جمهوری اسلامی ایران» نامیده می‌شد و در ۱ آذر ۱۳۶۲ تشکیل شد.
ثبت نام در آزمون ورودی دانشگاه افسری
از طریق آزمون داخلی می‌باشد. داوطلبان جهت ثبت نام در این آزمون باید ابتدا از طریق سایت gozinesh.aja.ir اقدام به ثبت نام نمایند. ثبت نام در دانشگاه افسری فارابی دارای شرایط عمومی و اختصاصی است.